# Bowmaniella dissimilis
Bowmaniella dissimilis är en kräftdjursart som först beskrevs av Coifmann 1937.  Bowmaniella dissimilis ingår i släktet Bowmaniella och familjen Mysidae. Inga underarter finns listade i Catalogue of Life.